# Libanios
Libanios (grekiska: Λιβάνιος, Libánios; latin: Libanius), född omkring 315 i Antiochia, död där omkring 393, var en grekisk sofist och retor.

## Biografi
Libanios ägnade sig åt litterära studier, vilka enligt tidens sed huvudsakligen bestod dels i förklaring av de fornklassiska författarnas skrifter, dels i stilistiska övningar efter deras mönster. För fullbordandet av sin vetenskapliga utbildning uppehöll han sig en längre tid i Aten, där han även vann anseende som framstående lärare. 
På grund av hans rykte kallades han till en offentlig lärarbefattning i Konstantinopel, vilken han dock tvingades lämna efter endast en kort tid till följd av avundsjuka konkurrenter (omkr. 345). Under några år verkade han som lärare i Nikomedeia i Bitynien, men återvände på ny kallelse till Konstantinopel och slog sig slutligen (353 eller 354) ned i sin födelsestad, där han ända till sin död (omkr. 393) fortfarande verkade som författare och lärare med stort antal åhörare. Bland hans mera framstående elever fanns Johannes Chrysostomos, Basileios den store, Ammianus Marcellinus och Theodoros av Mopsuestia; trots att han själv var hedning i den sofistiska skolan fick han alltså inflytande på några av kristendomens centrala personligheter.
Han hade med anledning av sin trohet mot den fornhellenska religionen en varm beundrare i kejsar Julianus, som på alla sätt sökte gynna honom och även tilldelade honom en kvestors värdighet. Trots detta utnämnde kejsar Theodosius I honom till praetoriansk honorärprefekt. 
Han var sin tids alstringsrikaste författare och efterlämnade ett stort antal skrifter, till större delen övnings- och mönstertal (declamationes) samt en mycket vidlyftig samling brev (omkring 1600). Många av dessa skrifter äger ett betydande historiskt, biografiskt och litteraturhistoriskt värde. Stilen är bildad efter de klassiska författarnas mönster och utmärker sig i allmänhet genom språklig renhet, fastän inte fri från en viss grad av förkonstling. 